# Danh sách tỷ phú thế giới
Danh sách tỷ phú thế giới (tiếng Anh: The World's Billionaires) là một bảng xếp hạng hàng năm đối với giá trị tài sản ròng của các tỷ phú giàu có nhất thế giới, được biên soạn và xuất bản vào tháng 3 hàng năm bởi tạp chí kinh doanh Forbes của Mỹ. Danh sách này được công bố lần đầu tiên vào tháng 3 năm 1987. Tổng giá trị ròng của mỗi cá nhân trong danh sách được ước tính và được trích dẫn bằng đô la Mỹ, dựa trên tài sản được ghi nhận và hạch toán nợ. Hoàng gia và độc tài có tài sản tới từ vị trí của họ thì không được liệt kê trong danh sách này. Bảng xếp hạng này là chỉ số xác định những cá nhân giàu có nhất thế giới và xếp hạng những người có tài sản không thể hoàn toàn được xác định chắc chắn một cách chính xác.
Vào năm 2018, có 2.208 người trong danh sách, bao gồm 259 người mới chủ yếu đến từ Trung Quốc và Hoa Kỳ; có 63 người dưới 40 tuổi và có số lượng kỷ lục là 256 phụ nữ. Giá trị tài sản ròng trung bình của danh sách đạt 4,1 tỷ USD, tăng 350 triệu USD từ năm 2017. Cộng lại, tổng giá trị ròng cho các tỷ phú năm 2018 là 9,1 nghìn tỷ USD, tăng từ 7,67 nghìn tỷ USD năm 2017. Tính đến năm 2018, người sáng lập Microsoft Bill Gates đã đứng đầu danh sách 18 lần trong 24 năm qua.
Vào năm 2017, 500 người giàu nhất trên thế giới trở lên giàu có hơn 1 nghìn tỷ đô la, theo một báo cáo của Bloomberg News. Theo một báo cáo của Oxfam năm 2017, tám tỷ phú hàng đầu sở hữu nhiều tài sản kết hợp lại bằng "tổng một nửa dân số nghèo nhất của thế giới".

## Phương pháp xác định
Mỗi năm, Forbes tuyển dụng hơn 50 phóng viên từ nhiều quốc gia khác nhau để theo dõi hoạt động của những cá nhân giàu có nhất thế giới. Khảo sát sơ bộ được gửi đến những người có thể đủ điều kiện cho danh sách. Theo Forbes, họ nhận được ba luồng phản hồi – một số người cố gắng thổi phồng sự giàu có của họ, những người khác hợp tác nhưng bỏ qua một số chi tiết và một số từ chối trả lời bất kỳ câu hỏi nào. Các giao dịch kinh doanh sau đó được xem xét kỹ lưỡng và ước tính các tài sản có giá trị như đất đai, nhà cửa, xe cộ, tác phẩm nghệ thuật,... được thực hiện. Các cuộc phỏng vấn được tiến hành để đánh giá các con số và cải thiện ước tính giá trị tài sản của một cá nhân. Cuối cùng, các vị trí được sắp xếp vào một ngày khoảng trước một tháng trước khi xuất bản. Các công ty tư nhân được định giá theo tỷ lệ giá bán hoặc tỷ lệ giá trên thu nhập hiện hành. Nợ được trừ vào tài sản để có được ước tính cuối cùng về giá trị tài sản một cá nhân bằng đô la Mỹ. Kể từ khi giá cổ phiếu biến động nhanh chóng, sự giàu có và xếp hạng thực sự của một cá nhân tại thời điểm công bố có thể thay đổi tùy theo tình hình của họ khi danh sách được biên soạn.
Người lọt vào danh sách khi những tài sản của những cá nhân đó trị giá bằng hoặc hơn 1 tỷ đô la. Tuy nhiên, khi một cá nhân đã phân tán tài sản của mình cho các thành viên gia đình, nó vẫn được tính với điều kiện là cá nhân nhận được vẫn còn sống. Gia đình hoàng gia và các nhà độc tài có sự giàu có của họ phụ thuộc vào một vị trí luôn luôn bị loại trừ khỏi các danh sách này.

## Con số thống kê
Các bảng xếp hạng được công bố hàng năm vào tháng Ba, do đó, giá trị thực được liệt kê là những số liệu khi được ước tính khi khảo sát tại thời điểm đó. Những danh sách này
| Thứ hạng | Họ và tên       | Gia trị | Năm sinh | Tuổi | Quốc tịch | Nguồn gốc tài sản |
| -------- | --------------- | ------- | -------- | ---- | --------- | ----------------- |
| 1        | Bernard Arnault | 211 tỷ  | 1949     | 72   | Pháp      | LVMH              |
| 2        | Elon Musk       | 180 tỷ  | 1971     | 51   | Hoa Kỳ    | Tesla, Space X    |
| 3        | Jeff Bezos      | 114 tỷ  | 1964     | 57   | Hoa Kỳ    | Amazon            |

### Năm 2021
Trong bản danh sách thường niên lần thứ 35 của Forbes về các tỷ phú thế giới, nó liệt kê tổng cộng 2.755 tỷ phú với tổng giá trị tài sản là 13,1 nghìn tỷ đô la Mỹ, tăng 660 thành viên so với năm 2020; trong đó 86% trong số các tỷ phú này sở hữu khối tài sản lớn hơn so với những gì họ nắm giữ trong năm trước đó.
| Thứ hạng | Họ và tên                   | Giá trị tài sản (đô la Mỹ) | Năm sinh | Tuổi | Quốc tịch | Nguồn gốc tài sản   |
| -------- | --------------------------- | -------------------------- | -------- | ---- | --------- | ------------------- |
| 1        | Elon Musk                   | 210 tỷ                     | 1971     | 51   | Hoa Kỳ    | Tesla,Space X       |
| 2        | Jeff Bezos                  | 133 tỷ                     | 1964     | 57   | Hoa Kỳ    | Amazon              |
| 3        | Bernard Arnault và gia đình | 150 tỷ                     | 1949     | 72   | Pháp      | LVMH                |
| 4        | Bill Gates                  | 124 tỷ                     | 1955     | 65   | Hoa Kỳ    | Microsoft           |
| 5        | Mark Zuckerberg             | 97 tỷ                      | 1984     | 36   | Hoa Kỳ    | Meta Platforms      |
| 6        | Warren Buffett              | 96 tỷ                      | 1930     | 90   | Hoa Kỳ    | Berkshire Hathaway  |
| 7        | Larry Ellison               | 93 tỷ                      | 1944     | 76   | Hoa Kỳ    | Oracle Corporation  |
| 8        | Larry Page                  | 91,5 tỷ                    | 1973     | 48   | Hoa Kỳ    | Alphabet Inc.       |
| 9        | Sergey Brin                 | 89 tỷ                      | 1973     | 47   | Hoa Kỳ    | Alphabet Inc.       |
| 10       | Mukesh Ambani               | 84,5 tỷ                    | 1957     | 63   | Ấn Độ     | Reliance Industries |

### Năm 2020
Tại danh sách tỷ phú thế giới hàng năm của Forbes, danh sách bao gồm 2.095 tỷ phú với tổng giá trị tài sản ròng $8 nghìn tỷ, giảm 58 người và $700 tỷ so với năm 2019; 51% những tỷ phú này sở hữu ít tài sản hơn so với năm trước. Danh sách được lập tính đến ngày 18 tháng 3, do đó đã bị ảnh hưởng một phần bởi Đại dịch COVID-19.
| Thứ hạng | Họ và tên                  | Giá trị tài sản (đô la Mỹ) | Năm sinh | Tuổi | Quốc tịch   | Nguồn gốc tài sản  |
| -------- | -------------------------- | -------------------------- | -------- | ---- | ----------- | ------------------ |
| 1        | Jeff Bezos                 | $113 tỷ                    | 1964     | 56   | Hoa Kỳ      | Amazon             |
| 2        | Bill Gates                 | $98 tỷ                     | 1955     | 64   | Hoa Kỳ      | Microsoft          |
| 3        | Bernard Arnault & gia đình | $76 tỷ                     | 1949     | 71   | Pháp        | LVMH               |
| 4        | Warren Buffett             | $67.5 tỷ                   | 1930     | 89   | Hoa Kỳ      | Berkshire Hathaway |
| 5        | Larry Ellison              | $59 tỷ                     | 1944     | 75   | Hoa Kỳ      | Oracle Corporation |
| 6        | Amancio Ortega             | $55.1 tỷ                   | 1936     | 84   | Tây Ban Nha | Inditex, Zara      |
| 7        | Mark Zuckerberg            | $54.7 tỷ                   | 1984     | 35   | Hoa Kỳ      | Facebook           |
| 8        | Jim Walton                 | $54.6 tỷ                   | 1948     | 71   | Hoa Kỳ      | Walmart            |
| 9        | Alice Walton               | $54.4 tỷ                   | 1949     | 70   | Hoa Kỳ      | Walmart            |
| 10       | S. Robson Walton           | $54.1 tỷ                   | 1944     | 77   | Hoa Kỳ      | Walmart            |

### Năm 2019
Trong danh sách của Forbes hàng năm lần thứ 33 của các tỷ phú thế giới, danh sách này bao gồm 2.153 tỷ phú với tổng tài sản ròng là 8,7 nghìn tỷ USD, giảm 55 người và 400 tỷ USD từ năm 2018. Mỹ tiếp tục có nhiều tỷ phú nhất thế giới, với kỷ lục 609, trong khi Trung Quốc giảm xuống còn 324 (khi không bao gồm Hồng Kông, Ma Cao và Đài Loan). Kylie Jenner 21 tuổi, lần đầu tiên được đưa vào danh sách năm 2019 và hiện là tỷ phú trẻ nhất thế giới.
| Thứ hạng | Họ và tên         | Giá trị tài sản (đô la Mỹ) (tháng 3 năm 2019) | Năm sinh | Tuổi | Quốc tịch   | Nguồn gốc tài sản          |
| -------- | ----------------- | --------------------------------------------- | -------- | ---- | ----------- | -------------------------- |
| 1        | Jeff Bezos        | 1190                                          | 1964     | 55   | Hoa Kỳ      | Amazon                     |
| 2        | Bill Gates        | $96.5 tỷ                                      | 1955     | 63   | Hoa Kỳ      | Microsoft                  |
| 3        | Warren Buffett    | $82.5 tỷ                                      | 1930     | 88   | Hoa Kỳ      | Berkshire Hathaway         |
| 4        | Bernard Arnault   | $76 tỷ                                        | 1949     | 70   | Pháp        | LVMH                       |
| 5        | Carlos Slim       | $64 tỷ                                        | 1940     | 79   | México      | América Móvil, Grupo Carso |
| 6        | Amancio Ortega    | $62.7 tỷ                                      | 1936     | 82   | Tây Ban Nha | Inditex, Zara              |
| 7        | Larry Ellison     | $62.5 tỷ                                      | 1944     | 74   | Hoa Kỳ      | Oracle Corporation         |
| 8        | Mark Zuckerberg   | $62.3 tỷ                                      | 1984     | 34   | Hoa Kỳ      | Facebook                   |
| 9        | Michael Bloomberg | $55.5 tỷ                                      | 1942     | 77   | Hoa Kỳ      | Bloomberg L.P.             |
| 10       | Larry Page        | $50.8 tỷ                                      | 1973     | 45   | Hoa Kỳ      | Google                     |

### Năm 2018
Trong danh sách 32 tỷ phú của thế giới, khoảng cách giữa một phần trăm hàng đầu và phần còn lại của tỷ phú tiếp tục mở rộng, với 20 người giàu nhất hành tinh trị giá 1,2 nghìn tỷ USD, chiếm 13% tổng tài sản của các tỷ phú còn lại. Kỷ lục 2,208 tỷ phú trong bảng xếp hạng và tổng tài sản là 9,1 nghìn tỷ USD, tăng 18% so với năm 2017. Lần đầu tiên, Jeff Bezos được liệt kê là tỷ phú có giá trị tài sản cao nhất do giá cổ phiếu của Amazon tăng cao. Hoa Kỳ tiếp tục có nhiều tỷ phú nhất trên thế giới với kỷ lục 585 người, trong khi Trung Quốc đang bắt kịp với 476 tỷ phú (bao gồm Hồng Kông, Ma Cao và Đài Loan).
Việt Nam đóng góp 4 người trong bảng xếp hạng trong đó có ông Phạm Nhật Vượng và bà Phạm Thị Phương Thảo lần lượt xếp hạng 239 và 766 trong danh sách các tỷ phú thế giới.
| Thứ hạng | Họ và tên       | Giá trị tài sản (đô la Mỹ) (tháng 3 năm 2018) | Năm sinh | Tuổi | Quốc tịch   | Nguồn thu nhập chính       |
| -------- | --------------- | --------------------------------------------- | -------- | ---- | ----------- | -------------------------- |
| 1        | Jeff Bezos      | $112.0 tỷ                                     | 1964     | 54   | Hoa Kỳ      | Amazon                     |
| 2        | Bill Gates      | $90.0 tỷ                                      | 1955     | 62   | Hoa Kỳ      | Microsoft                  |
| 3        | Warren Buffett  | $84.0 tỷ                                      | 1930     | 87   | Hoa Kỳ      | Berkshire Hathaway         |
| 4        | Bernard Arnault | $72.0 tỷ                                      | 1949     | 69   | Pháp        | LVMH                       |
| 5        | Mark Zuckerberg | $71.0 tỷ                                      | 1984     | 33   | Hoa Kỳ      | Facebook                   |
| 6        | Amancio Ortega  | $70.0 tỷ                                      | 1936     | 81   | Tây Ban Nha | Inditex, Zara              |
| 7        | Carlos Slim     | $67.1 tỷ                                      | 1940     | 78   | México      | América Móvil, Grupo Carso |
| 8        | Charles Koch    | $60.0 tỷ                                      | 1935     | 82   | Hoa Kỳ      | Koch Industries            |
| 8        | David Koch      | $60.0 tỷ                                      | 1940     | 77   | Hoa Kỳ      | Koch Industries            |
| 10       | Larry Ellison   | $58.5 tỷ                                      | 1944     | 73   | Hoa Kỳ      | Oracle Corporation         |

### Năm 2017
Vào ngày kỷ niệm 30 năm danh sách tỷ phú thế giới của Forbes, trong năm thứ 4 liên tiếp, Bill Gates vẫn tiếp tục là người giàu nhất thế giới. Trong năm 2017, xác lập kỷ lục 2.043 tỷ phú trong danh sách, đây là lần đầu tiên hơn 2.000 người được liệt kê, bao gồm 195 người mới đến gồm 76 người từ Trung Quốc và 25 người từ Hoa Kỳ; có 56 người dưới 40 tuổi và có kỷ lục 227 tỷ phú là phụ nữ. Số lượng tỷ phú tăng 13% từ 1.810 lên 2.043 trong năm 2016; đây là sự thay đổi lớn nhất trong hơn 30 năm xếp hạng tỷ phú trên toàn cầu. Cộng lại với nhau, tổng giá trị ròng cho các tỷ phú của năm 2017 là 7,67 nghìn tỷ USD, tăng 7,1 nghìn tỷ USD so với năm 2015. Đây là lần đầu tiên sau 12 năm mà Carlos Slim không nằm trong top 5. Hoa Kỳ có nhiều tỷ phú nhất trên thế giới, với kỷ lục 565 người. Trung Quốc có 319 tỷ phú (không bao gồm Hồng Kông và Ma Cao), Đức có 114 người và Ấn Độ là nước đứng thứ tư với 101; Ấn Độ có hơn 100 tỷ phú lần đầu tiên trong lịch sử.
| Thứ hạng | Họ và tên         | Giá trị tài sản (đô la Mỹ) (tháng 3 năm 2017) | Năm sinh | Tuổi | Quốc tịch   | Nguồn thu nhập chính       |
| -------- | ----------------- | --------------------------------------------- | -------- | ---- | ----------- | -------------------------- |
| 1        | Bill Gates        | $86.0 tỷ                                      | 1955     | 61   | Hoa Kỳ      | Microsoft                  |
| 2        | Warren Buffett    | $75.6 tỷ                                      | 1930     | 86   | Hoa Kỳ      | Berkshire Hathaway         |
| 3        | Jeff Bezos        | $72.8 tỷ                                      | 1964     | 53   | Hoa Kỳ      | Amazon                     |
| 4        | Amancio Ortega    | $71.3 tỷ                                      | 1936     | 80   | Tây Ban Nha | Inditex, Zara              |
| 5        | Mark Zuckerberg   | $56.0 tỷ                                      | 1984     | 32   | Hoa Kỳ      | Facebook                   |
| 6        | Carlos Slim       | $54.5 tỷ                                      | 1940     | 77   | México      | América Móvil, Grupo Carso |
| 7        | Larry Ellison     | $52.2 tỷ                                      | 1944     | 72   | Hoa Kỳ      | Oracle Corporation         |
| 8        | Charles Koch      | $48.3 tỷ                                      | 1935     | 81   | Hoa Kỳ      | Koch Industries            |
| 8        | David Koch        | $48.3 tỷ                                      | 1940     | 76   | Hoa Kỳ      | Koch Industries            |
| 10       | Michael Bloomberg | $47.5 tỷ                                      | 1942     | 75   | Hoa Kỳ      | Bloomberg L.P.             |

### Năm 2016
Trong năm thứ ba liên tiếp, Bill Gates được tạp chí Forbes bình chọn là người giàu nhất thế giới năm 2016. Đây là lần thứ 17 người sáng lập Microsoft đã giành vị trí dẫn đầu. Amancio Ortega đã tăng từ vị trí thứ tư trong năm ngoái lên vị trí thứ hai. Warren Buffett của tập đoàn Berkshire Hathaway đứng thứ ba trong lần thứ hai liên tiếp, trong khi trùm viễn thông México Carlos Slim rơi xuống từ vị trí thứ tư. Jeff Bezos của Amazon, Mark Zuckerberg của Facebook và Michael Bloomberg của Bloomberg L.P., xuất hiện lần đầu tiên trong danh sách 10 tỷ phú hàng đầu của Forbes, lần lượt đứng ở vị trí thứ năm, thứ sáu và thứ tám. Zuckerberg đã trở thành tỷ phú trẻ nhất trong top 10 ở tuổi 31. Larry Ellison, Charles Koch và David Koch cũng rơi xuống một hạng, với Ellison giảm xuống hạng bảy tức là rớt xuống hai hạng và Kochs rơi xuống vị trí thứ chín từ vị trí thứ sáu.
| Thứ hạng | Họ và tên         | Giá trị tài sản (đô la Mỹ) (tháng 3 năm 2016) | Năm sinh | Tuổi | Quốc tịch   | Nguồn thu nhập chính       |
| -------- | ----------------- | --------------------------------------------- | -------- | ---- | ----------- | -------------------------- |
| 1        | Bill Gates        | $75 tỷ                                        | 1955     | 60   | Hoa Kỳ      | Microsoft                  |
| 2        | Amancio Ortega    | $67 tỷ                                        | 1936     | 79   | Tây Ban Nha | Inditex                    |
| 3        | Warren Buffett    | $60.8 tỷ                                      | 1930     | 85   | Hoa Kỳ      | Berkshire Hathaway         |
| 4        | Carlos Slim       | $50 tỷ                                        | 1940     | 76   | México      | América Móvil, Grupo Carso |
| 5        | Jeff Bezos        | $45.2 tỷ                                      | 1964     | 52   | Hoa Kỳ      | Amazon                     |
| 6        | Mark Zuckerberg   | $44.6 tỷ                                      | 1984     | 31   | Hoa Kỳ      | Facebook                   |
| 7        | Larry Ellison     | $43.6 tỷ                                      | 1944     | 71   | Hoa Kỳ      | Oracle Corporation         |
| 8        | Michael Bloomberg | $40 tỷ                                        | 1942     | 74   | Hoa Kỳ      | Bloomberg L.P.             |
| 9        | Charles Koch      | $39.6 tỷ                                      | 1935     | 80   | Hoa Kỳ      | Koch Industries            |
| 9        | David Koch        | $39.6 tỷ                                      | 1940     | 75   | Hoa Kỳ      | Koch Industries            |

### Năm 2015
Trong danh sách tỷ phú toàn cầu hàng năm của Forbes, 1.826 tỷ phú có trong danh sách với tổng giá trị ròng là khoảng 7,1 nghìn tỷ đô la so với 6,4 nghìn tỷ đô la năm ngoái. 46 trong số các tỷ phú trong danh sách này là người dưới 40 tuổi. Một kỷ lục mới là có thêm 290 người đã gia nhập danh sách lần đầu tiên, trong đó 25% từ Trung Quốc, nơi đã tạo ra 71 tỷ phú mới hàng đầu thế giới. Hoa Kỳ đứng thứ hai với 57 người, tiếp theo là Ấn Độ với 28 tỷ phú và Đức với 23 cá nhân. Hoa Kỳ có số lượng tỷ phú lớn nhất với 526 tỷ phú. Nga đã giảm xuống 88 người so với 111 tỷ phú trong năm 2014. Nga xếp sau Trung Quốc, Đức và Ấn Độ bởi số lượng tỷ phú thấp. Tỷ phú tự chủ tài chính chiếm số lượng lớn nhất trong danh sách với 1.191 người (trên 65%) trong khi chỉ 230 người (dưới 13%) có tài sản thông qua kế thừa. Số lượng tỷ phú thừa hưởng một phần nhưng vẫn đang làm việc để tăng số tài sản của họ là 405 tỷ phú.
Bill Gates vẫn là người giàu nhất thế giới trong danh sách các tỷ phú thế giới của Forbes. Đây là lần thứ 16 người sáng lập Microsoft ở vị trí dẫn đầu. Carlos Slim đứng thứ nhì trong lần thứ hai liên tiếp. Warren Buffett của Berkshire Hathaway được xếp hạng ba, trong khi Amancio Ortega tụt xuống vị trí thứ tư. Christy Walton là nữ tỷ phú có khối tài sản lớn nhất đứng vị trí thứ 8. Evan Spiegel của Mỹ, đồng sáng lập ứng dụng Snapchat trở thành tỷ phú trẻ nhất năm nay ở tuổi 24. Ở tuổi 99, David Rockefeller vẫn duy trì vị trí là tỷ phú lâu đời nhất trong danh sách. Mark Zuckerberg, người sáng lập Facebook, đã vươn lên vị trí thứ 16 với 33,4 tỷ USD. Iceland có một tỷ phú, Thor Bjorgolfsson, trong danh sách sau khoảng năm năm. Guatemala có một tỷ phú, Mario Lopez Estrada lần đầu tiên trong lịch sử.
| Thứ hạng | Họ và tên           | Giá trị tài sản (đô la Mỹ) (tháng 3 năm 2015) | Năm sinh | Tuổi | Quốc tịch   | Nguồn thu nhập chính               |
| -------- | ------------------- | --------------------------------------------- | -------- | ---- | ----------- | ---------------------------------- |
| 1        | Bill Gates          | $79.2 tỷ                                      | 1955     | 59   | Hoa Kỳ      | Microsoft                          |
| 2        | Carlos Slim         | $77.1 tỷ                                      | 1940     | 75   | México      | América Móvil, Telmex, Grupo Carso |
| 3        | Warren Buffett      | $72.7 tỷ                                      | 1930     | 84   | Hoa Kỳ      | Berkshire Hathaway                 |
| 4        | Amancio Ortega      | $64.5 tỷ                                      | 1936     | 78   | Tây Ban Nha | Inditex                            |
| 5        | Larry Ellison       | $54.3 tỷ                                      | 1944     | 70   | Hoa Kỳ      | Oracle Corporation                 |
| 6        | Charles Koch        | $42.9 tỷ                                      | 1935     | 79   | Hoa Kỳ      | Koch Industries                    |
| 6        | David Koch          | $42.9 tỷ                                      | 1940     | 74   | Hoa Kỳ      | Koch Industries                    |
| 8        | Christy Walton      | $41.7 tỷ                                      | 1949     | 66   | Hoa Kỳ      | Walmart                            |
| 9        | Jim Walton          | $40.6 tỷ                                      | 1948     | 66   | Hoa Kỳ      | Walmart                            |
| 10       | Liliane Bettencourt | $40.1 tỷ                                      | 1922     | 92   | Pháp        | L'Oreal                            |

### Năm 2014
Gates đã có thêm 9 tỷ USD vào tài sản của mình kể từ năm 2013 và đứng đầu danh sách các tỷ phú Forbes 2014. Chủ tịch công ty viễn thông México Carlos Slim đứng ở vị trí thứ hai sau khi đứng vị trí số một trong bốn năm trước. Người sáng lập Zara Amancio Ortega đứng vị trí thứ ba trong năm thứ hai liên tiếp. Nhà đầu tư Mỹ Warren Buffett nằm trong top 5 trong năm thứ 20 liên tiếp với vị trí thứ tư. Christy Walton là người phụ nữ có khối tài sản lớn nhất, đứng thứ chín. Aliko Dangote của Nigeria đã trở thành người châu Phi đầu tiên từng bước vào top 25, với giá trị tài sản ước tính 25 tỷ USD.
Tổng cộng 1.645 người có trong danh sách tỷ phú năm 2014, với khối tài sản 6,4 nghìn tỷ đô la. Trong số đó, kỷ lục 268 người là người mới, vượt qua 226 người mới vào năm 2008. Số lượng phụ nữ trong danh sách tăng lên mức kỷ lục với 172 tỷ phú vào năm 2014. Khoảng 66% danh sách là tự chủ tài chính, 13% đạt được tài sản thông qua kế thừa một mình và 21% là cả hai.
Hoa Kỳ có 492 tỷ phú trong danh sách. Đất nước này cũng có số lượng tỷ phú mới cao nhất với 50 người và phụ nữ có 54 người. Trung Quốc có tỷ phú đứng thứ hai với 152 người, trong khi Nga đứng thứ ba với 111. Algérie, Litva, Tanzania và Uganda đều có mặt trong danh sách lần đầu tiên. Thổ Nhĩ Kỳ có số lượng tỷ phú rớt ra khỏi danh sách là 19 người, do giai đoạn lạm phát cao trong nước.
| Thứ hạng | Họ và tên                  | Giá trị tài sản (đô la Mỹ) (tháng 3 năm 2014) | Năm sinh | Tuổi | Quốc tịch   | Nguồn thu nhập chính               |
| -------- | -------------------------- | --------------------------------------------- | -------- | ---- | ----------- | ---------------------------------- |
| 1        | Bill Gates                 | $76 tỷ                                        | 1955     | 58   | Hoa Kỳ      | Microsoft                          |
| 2        | Carlos Slim và gia đình    | $72 tỷ                                        | 1940     | 74   | México      | Telmex, América Móvil, Grupo Carso |
| 3        | Amancio Ortega             | $64 tỷ                                        | 1936     | 77   | Tây Ban Nha | Inditex                            |
| 4        | Warren Buffett             | $58.2 tỷ                                      | 1930     | 83   | Hoa Kỳ      | Berkshire Hathaway                 |
| 5        | Larry Ellison              | $48 tỷ                                        | 1944     | 70   | Hoa Kỳ      | Oracle Corporation                 |
| 6        | Charles Koch               | $40 tỷ                                        | 1935     | 78   | Hoa Kỳ      | Koch Industries                    |
| 6        | David Koch                 | $40 tỷ                                        | 1940     | 73   | Hoa Kỳ      | Koch Industries                    |
| 8        | Sheldon Adelson            | $38 tỷ                                        | 1933     | 80   | Hoa Kỳ      | Las Vegas Sands                    |
| 9        | Christy Walton và gia đình | $36.7 tỷ                                      | 1949     | 65   | Hoa Kỳ      | Walmart                            |
| 10       | Jim Walton                 | $34.7 tỷ                                      | 1948     | 65   | Hoa Kỳ      | Walmart                            |

### Năm 2013
Carlos Slim đứng đầu danh sách tỷ phú năm 2013, đánh dấu năm thứ tư liên tiếp của ông ở vị trí hàng đầu. Gates vẫn đứng ở vị trí thứ hai, trong khi Amancio Ortega di chuyển lên vị trí thứ ba. Lợi nhuận của Ortega trị giá 19,5 tỷ USD là lớn nhất trong số những công ty trong danh sách. Warren Buffett đã thất bại trong việc lọt vào top ba lần đầu tiên kể từ năm 2000, xếp thứ tư. Nhà sáng lập Diesel Renzo Rosso nằm trong số những người mới đầu tiên, xuất hiện với giá trị ước tính khoảng 3 tỷ USD.
Sự gia tăng giá tài sản toàn cầu, dẫn tới biên tập viên của tạp chí Forbes, Randall Lane tuyên bố "Đó là một năm rất tốt để trở thành một tỷ phú". Tuy nhiên, đó không phải là một năm tốt cho Eike Batista người đã giảm từ vị trí thứ bảy xuống thứ 100, bị mất ròng lớn nhất của bất cứ ai trong danh sách. Nhìn chung, số lượng tăng nhiều hơn số lượng giảm với tỉ lệ 4:1.
Tổng số 1.426 người có trong danh sách năm 2013, với 5,4 nghìn tỷ USD. Trong số đó, 442 tỷ phú đã đến từ Hoa Kỳ. Khu vực châu Á-Thái Bình Dương có 386 tỷ phú và châu Âu là 366 người. Danh sách này cũng có một số lượng kỷ lục của những người mới, 210 người, đại diện cho 42 quốc gia khác nhau. Sáu mươi người trong danh sách năm 2012 đã giảm xuống dưới một tỷ đô la tài sản trong năm 2013 và tám người khác từ danh sách năm 2012 đã qua đời. Khu vực châu Á-Thái Bình Dương có số lượng giảm nhiều nhất, với 29 tỷ phú, tiếp theo là Hoa Kỳ với 16 người. Danh sách năm 2013 có 138 phụ nữ, trong đó 50 người đến từ Hoa Kỳ. Phần lớn danh sách (961 cá nhân chiếm 67%) hoàn toàn tự chủ tài chính; 184 người tức 13% thừa kế tài sản, và 281 người tương đương 20% đạt được tài sản của họ thông qua một sự kết hợp của thừa kế và kinh doanh nhạy bén.
Danh sách 2013 đã ghi nhận tỷ phú người Việt đầu tiên, ông Phạm Nhật Vượng, Thành viên HĐQT Tập đoàn Vincom & Vinpearl với tài sản được ước tính tới tháng 3/2013 là ~1,5 tỷ USD sau khi đã trừ thuế. Ông xếp hạng ở vị trí 974 trong danh sách các tỷ phú thế giới.
| Thứ hạng | Họ và tên                       | Giá trị tài sản (đô la Mỹ) (tháng 3 năm 2013) | Năm sinh | Tuổi | Quốc tịch   | Nguồn thu nhập chính               |
| -------- | ------------------------------- | --------------------------------------------- | -------- | ---- | ----------- | ---------------------------------- |
| 1        | Carlos Slim và gia đình         | $73 tỷ                                        | 1940     | 73   | México      | Telmex, América Móvil, Grupo Carso |
| 2        | Bill Gates                      | $67 tỷ                                        | 1955     | 57   | Hoa Kỳ      | Microsoft                          |
| 3        | Amancio Ortega                  | $57 tỷ                                        | 1936     | 82   | Tây Ban Nha | Inditex Group                      |
| 4        | Warren Buffett                  | $53.5 tỷ                                      | 1930     | 76   | Hoa Kỳ      | Berkshire Hathaway                 |
| 5        | Larry Ellison                   | $43 tỷ                                        | 1944     | 63   | Hoa Kỳ      | Oracle Corporation                 |
| 6        | Charles Koch                    | $34 tỷ                                        | 1935     | 77   | Hoa Kỳ      | Koch Industries                    |
| 7        | David Koch                      | $34 tỷ                                        | 1940     | 72   | Hoa Kỳ      | Koch Industries                    |
| 8        | Lý Gia Thành                    | $31 tỷ                                        | 1928     | 68   | Hồng Kông   | Cheung Kong Holdings               |
| 9        | Liliane Bettencourt và gia đình | $30 tỷ                                        | 1922     | 84   | Pháp        | L'Oréal                            |
| 10       | Bernard Arnault                 | $29 tỷ                                        | 1949     | 63   | Pháp        | LVMH                               |

### Năm 2012
Carlos Slim đứng đầu danh sách năm 2012, đánh dấu năm thứ ba liên tiếp này. Gates đứng thứ hai nhưng thu hẹp khoảng cách từ năm 2011 khi tài sản của Slim giảm 5 tỷ USD trong khi Gates tăng 5 tỷ USD. Warren Buffett vẫn ở vị trí thứ ba. Bernard Arnault của Pháp là người đứng đầu châu Âu trong danh sách, xếp thứ tư. Ricardo Salinas Pliego là người kiếm tiền lớn nhất, tăng thêm thêm 9,2 tỷ đô la vào tài sản của mình. Ra mắt trong danh sách ở tuổi 27, người sáng lập Spanx Sara Blakely đã trở thành tỷ phú nữ trẻ nhất tự chủ tài chính từ trước tới nay. Alejandro Santo Domingo của Colombia là người mới được xếp hạng cao nhất, kế thừa một cổ phần trị giá 9,5 tỷ đô la trong tập đoàn Santo Domingo Group từ cha mình. Lakshmi Mittal của Ấn Độ là người thua lỗ lớn nhất khi tài sản của ông giảm từ 31,1 tỷ USD xuống 20,7 tỷ USD do giá của nhà sản xuất thép ArcelorMittal giảm mạnh. Kết quả là, ông đã thất bại trong việc lọt vào top 10 lần đầu tiên kể từ năm 2004 và mất danh hiệu người giàu nhất châu Á sau Lý Gia Thành của Hồng Kông.
Tổng số 1.226 người có trong danh sách năm 2012, đại diện cho 58 quốc gia khác nhau. Trong số đó, 126 người mới vào danh sách và 104 người là phụ nữ. Hoa Kỳ có số lượng tỷ phú lớn nhất với 425 người. Nga có 96 người trong danh sách, trong khi Trung Quốc có 95 người. Gruzia, Maroc và Peru mới xuất hiện trong danh sách. Giá cổ phiếu giảm ở châu Á đã góp phần làm 117 cựu tỷ phú rơi khỏi danh sách. Mười hai người khác được liệt kê trong năm 2011 đã chết. Hầu như số lượng tài sản tăng cũng gần bằng lượng tài sản giảm.
Cùng với việc phát hành danh sách năm 2012, Forbes đã công bố một "Danh sách tỷ phú thời gian thực", cập nhật sự giàu có của năm mươi tỷ phú hàng đầu thế giới trong thời gian thực.
| Thứ hạng | Họ và tên               | Giá trị tài sản (đô la Mỹ) (tháng 3 năm 2012) | Năm sinh | Tuổi | Quốc tịch   | Nguồn thu nhập chính               |
| -------- | ----------------------- | --------------------------------------------- | -------- | ---- | ----------- | ---------------------------------- |
| 1        | Carlos Slim và gia đình | $69 tỷ                                        | 1940     | 72   | México      | Telmex, América Móvil, Grupo Carso |
| 2        | Bill Gates              | $61 tỷ                                        | 1955     | 56   | Hoa Kỳ      | Microsoft                          |
| 3        | Warren Buffett          | $44 tỷ                                        | 1930     | 81   | Hoa Kỳ      | Berkshire Hathaway                 |
| 4        | Bernard Arnault         | $41 tỷ                                        | 1949     | 63   | Pháp        | LVMH Moët Hennessy • Louis Vuitton |
| 5        | Amancio Ortega          | $37.5 tỷ                                      | 1936     | 75   | Tây Ban Nha | Inditex Group                      |
| 6        | Larry Ellison           | $36 tỷ                                        | 1944     | 67   | Hoa Kỳ      | Oracle Corporation                 |
| 7        | Eike Batista            | $30 tỷ                                        | 1956     | 55   | Brasil      | EBX Group                          |
| 8        | Stefan Persson          | $26 tỷ                                        | 1947     | 64   | Thụy Điển   | H&M                                |
| 9        | Lý Gia Thành            | $25.5 tỷ                                      | 1928     | 83   | Hồng Kông   | Cheung Kong Holdings               |
| 10       | Karl Albrecht           | $25.4 tỷ                                      | 1920     | 92   | Đức         | Aldi                               |

### Năm 2011
Trong danh sách tỷ phú hàng năm của Forbes về tỷ phú toàn cầu lần thứ 25, Slim đã có thêm 20,5 tỷ USD vào tài sản của mình và giữ vị trí số một với tổng tài sản 74 tỷ USD. Gates vẫn đứng ở vị trí thứ hai với 56 tỷ USD, trong khi Warren Buffett đứng thứ ba với 50 tỷ USD. Top 10 có tổng tài sản 406 tỷ đô la, tăng từ 342 tỷ đô la năm 2010. Theo biên tập viên của tạp chí Forbes Kerry Dolan, "các tỷ phú truyền thông và công nghệ chắc chắn được hưởng lợi từ một thị trường chứng khoán mạnh mẽ hơn và sự nhiệt tình ngày càng tăng đối với tất cả mọi thứ xã hội". Tỷ phú Nigeria Aliko Dangote là người có tài sản tăng mạnh nhất, tăng 557% lên 13,5 tỷ USD. Mark Zuckerberg là một trong bảy tỷ phú có trong danh sách, khi ông kiếm được 9,5 tỷ đô la để tài sản của mình lên tới 52 tỷ. Người đồng sáng lập Facebook Dustin Moskovitz là người trẻ tuổi nhất trong danh sách. Ở tuổi 26, trẻ hơn Zuckerberg 8 ngày, anh ra mắt ở vị trí 420 với số tiền ước tính là 2,7 tỷ đô la. Người sáng lập IKEA là Ingvar Kamprad là người thua cuộc lớn nhất khi thấy tài sản của ông giảm từ 23 tỷ xuống còn 6 tỷ USD, khiến ông rơi từ hạng 11 xuống 162.
Một kỷ lục 1.210 tỷ phú có trong danh sách năm 2011, với tổng tài sản 4,5 nghìn tỷ đô la, tăng 0.9 nghìn tỷ đô la so với năm trước. Một phần ba tỷ phú thế giới tức 413 người đến từ Hoa Kỳ. Trung Quốc có tỷ phú đứng thứ hai với 115 tỷ phú, trong khi Nga đứng thứ ba với 101 người. Châu Á đã lên tới 332 tỷ phú, vượt qua châu Âu, lần đầu tiên kể từ những năm 1990. Danh sách năm 2011 bao gồm 214 người mới đến và giá trị ròng trung bình của những người trên đã tăng lên 3,7 tỷ đô la.
| Thứ hạng | Họ và tên                  | Giá trị tài sản (đô la Mỹ) (tháng 3 năm 2011) | Năm sinh | Tuổi | Quốc tịch   | Nguồn thu nhập chính               |
| -------- | -------------------------- | --------------------------------------------- | -------- | ---- | ----------- | ---------------------------------- |
| 1        | Carlos Slim và gia đình    | $74 tỷ                                        | 1940     | 71   | México      | Telmex, América Móvil, Grupo Carso |
| 2        | Bill Gates                 | $56 tỷ                                        | 1955     | 55   | Hoa Kỳ      | Microsoft                          |
| 3        | Warren Buffett             | $50 tỷ                                        | 1930     | 80   | Hoa Kỳ      | Berkshire Hathaway                 |
| 4        | Bernard Arnault            | $41 tỷ                                        | 1949     | 62   | Pháp        | LVMH Moët Hennessy • Louis Vuitton |
| 5        | Larry Ellison              | $39.5 tỷ                                      | 1944     | 66   | Hoa Kỳ      | Oracle Corporation                 |
| 6        | Lakshmi Mittal             | $31.1 tỷ                                      | 1950     | 60   | Ấn Độ       | ArcelorMittal                      |
| 7        | Amancio Ortega             | $31 tỷ                                        | 1936     | 74   | Tây Ban Nha | Inditex Group                      |
| 8        | Eike Batista               | $30 tỷ                                        | 1956     | 53   | Brasil      | EBX Group                          |
| 9        | Mukesh Ambani              | $27 tỷ                                        | 1957     | 54   | Ấn Độ       | Reliance Industries                |
| 10       | Christy Walton và gia đình | $26.5 tỷ                                      | 1949     | 62   | Hoa Kỳ      | Walmart                            |

### Năm 2010
Slim có khối lượng tài sản gần bằng Gates, chỉ chênh nhau 0.5 tỷ USD để đứng đầu danh sách tỷ phú lần đầu tiên. Slim có giá trị ước tính tăng từ 18,5 tỷ USD lên 53,5 tỷ USD do cổ phiếu của America Movil tăng 35%. Tổng tài sản ước tính của Gates đã tăng 13 tỷ USD lên 53 tỷ USD, xếp ông đứng thứ hai. Warren Buffett đứng thứ ba với 47 tỷ USD. Christy Walton là người phụ nữ có giá trị tài sản cao nhất, đứng ở vị trí thứ 12 với tài sản kế thừa là 22,5 tỷ USD. Ở tuổi 25, Mark Zuckerberg tiếp tục là tỷ phú tự chủ về tài chính trẻ nhất thế giới. Isaac Perlmutter là một trong số những người mới đến với số tiền ước tính khoảng 4 tỷ USD số tiền tăng lên do mua lại cổ phần trong việc bán Marvel Entertainment cho Disney.
Tổng cộng có 1.011 người có tên danh sách năm 2010. Hoa Kỳ chiếm 403 tỷ phú, tiếp theo là Trung Quốc với 89 tỷ phú và Nga là 62 người. Đây là lần đầu tiên Trung Quốc đứng ở vị trí thứ hai. Tổng cộng có 55 quốc gia có đại diện trong danh sách năm 2010, bao gồm Phần Lan và Pakistan đã chính thức có tỷ phú đầu tiên của họ. 89 phụ nữ được xếp trong danh sách, nhưng chỉ có 14 người trong số họ tự kinh doanh. Tổng giá trị ròng của danh sách là 3,6 nghìn tỷ USD, tăng 50% so với 2,4 nghìn tỷ USD của năm 2009, trong khi giá trị tài sản ròng trung bình là 3,5 tỷ USD.
Danh sách năm 2010 có 164 người trở lại danh sách và 97 người mới gia nhập vào danh sách. Châu Á chiếm hơn 100 người gia nhập. Nhìn chung, chỉ có 12 phần trăm của danh sách bị mất tài sản kể từ năm 2009 và 30 người đã rơi khỏi danh sách. Mười ba người khác đã chết. Steve Forbes cho biết số lượng tỷ phú ngày càng tăng là dấu hiệu rõ ràng cho thấy nền kinh tế thế giới đang hồi phục sau cuộc khủng hoảng tài chính toàn cầu năm 2009.
Vào tháng 6 năm 2010, Gates và Buffett công bố Cam kết Pledge Giving trong đó 2 ông cam kết sẽ trao phần lớn tài sản của họ cho hoạt động từ thiện. Vào năm 2017, cam kết có 158 người ký, nhưng một số người ký tên đã chết. Hầu hết những người ký tên cam kết là tỷ phú và số tiền cam kết của họ lên đến hơn 365 tỷ đô la.
| Thứ hạng | Họ và tên               | Giá trị tài sản (đô la Mỹ) (tháng 3 năm 2010) | Năm sinh | Tuổi | Quốc tịch   | Nguồn thu nhập chính               |
| -------- | ----------------------- | --------------------------------------------- | -------- | ---- | ----------- | ---------------------------------- |
| 1        | Carlos Slim và gia đình | $53.5 tỷ                                      | 1940     | 70   | México      | Telmex, América Móvil, Grupo Carso |
| 2        | Bill Gates              | $53 tỷ                                        | 1955     | 54   | Hoa Kỳ      | Microsoft                          |
| 3        | Warren Buffett          | $47 tỷ                                        | 1930     | 79   | Hoa Kỳ      | Berkshire Hathaway                 |
| 4        | Mukesh Ambani           | $29 tỷ                                        | 1957     | 53   | Ấn Độ       | Reliance Industries                |
| 5        | Lakshmi Mittal          | $28.7 tỷ                                      | 1950     | 60   | Ấn Độ       | Arcelor Mittal                     |
| 6        | Larry Ellison           | $28 tỷ                                        | 1944     | 66   | Hoa Kỳ      | Oracle Corporation                 |
| 7        | Bernard Arnault         | $27.5 tỷ                                      | 1949     | 61   | Pháp        | LVMH Moët Hennessy • Louis Vuitton |
| 8        | Eike Batista            | $27 tỷ                                        | 1956     | 53   | Brasil      | EBX Group                          |
| 9        | Amancio Ortega          | $25 tỷ                                        | 1936     | 74   | Tây Ban Nha | Inditex Group                      |
| 10       | Karl Albrecht           | $23,5 tỷ                                      | 1920     | 90   | Đức         | Aldi Süd                           |

### Năm 2009
Do sự bùng nổ của cuộc khủng hoảng tài chính toàn cầu 2007-2008, các tỷ phú thế giới mất 2 nghìn tỷ đô la giá trị tài sản và danh sách này ít hơn 30% so với danh sách năm trước.
| Thứ hạng | Họ và tên      | Giá trị tài sản (đô la Mỹ) (tháng 3 năm 2009) | Năm sinh | Tuổi | Quốc tịch   | Nguồn thu nhập chính  |
| -------- | -------------- | --------------------------------------------- | -------- | ---- | ----------- | --------------------- |
| 1        | Bill Gates     | $40 tỷ                                        | 1955     | 53   | Hoa Kỳ      | Microsoft             |
| 2        | Warren Buffett | $37 tỷ                                        | 1930     | 78   | Hoa Kỳ      | Berkshire Hathaway    |
| 3        | Carlos Slim    | $35 tỷ                                        | 1940     | 69   | México      | Telmex, América Móvil |
| 4        | Larry Ellison  | $22.5 tỷ                                      | 1944     | 64   | Hoa Kỳ      | Oracle Corporation    |
| 5        | Ingvar Kamprad | $22 tỷ                                        | 1926     | 83   | Thụy Điển   | IKEA                  |
| 6        | Karl Albrecht  | $21.5 tỷ                                      | 1920     | 89   | Đức         | Aldi                  |
| 7        | Mukesh Ambani  | $19.5 tỷ                                      | 1957     | 52   | Ấn Độ       | Reliance Industries   |
| 8        | Lakshmi Mittal | $19.3 tỷ                                      | 1950     | 58   | Ấn Độ       | Arcelor Mittal        |
| 9        | Theo Albrecht  | $18.8 tỷ                                      | 1922     | 87   | Đức         | Aldi, Trader Joe's    |
| 10       | Amancio Ortega | $18.3 tỷ                                      | 1936     | 73   | Tây Ban Nha | Inditex Group         |

### Năm 2008
Người sáng lập Facebook Mark Zuckerberg, bốn năm sau khi thành lập công ty, gia nhập danh sách ở tuổi 23 để trở thành tỷ phú tự kinh doanh trẻ nhất trong danh sách.
Việc bong bóng bất động sản tăng quá mức dẫn đến nguy cơ vỡ bong bóng bất động sản ảnh hưởng đến nền kinh tế toàn cầu, nó dần bắt đầu biểu hiện trong những tháng đầu của năm 2008.
| Thứ hạng | Họ và tên        | Giá trị tài sản (đô la Mỹ) (tháng 3 năm 2008) | Năm sinh | Tuổi | Quốc tịch | Nguồn thu nhập chính        |
| -------- | ---------------- | --------------------------------------------- | -------- | ---- | --------- | --------------------------- |
| 1        | Warren Buffett   | $62 tỷ                                        | 1930     | 77   | Hoa Kỳ    | Berkshire Hathaway          |
| 2        | Carlos Slim      | $60 tỷ                                        | 1940     | 68   | México    | Telmex, América Móvil       |
| 3        | Bill Gates       | $58 tỷ                                        | 1955     | 52   | Hoa Kỳ    | Microsoft                   |
| 4        | Lakshmi Mittal   | $45 tỷ                                        | 1950     | 57   | Ấn Độ     | Arcelor Mittal              |
| 5        | Mukesh Ambani    | $43 tỷ                                        | 1957     | 51   | Ấn Độ     | Reliance Industries         |
| 6        | Anil Ambani      | $42 tỷ                                        | 1959     | 48   | Ấn Độ     | Anil Dhirubhai Ambani Group |
| 7        | Ingvar Kamprad   | $31 tỷ                                        | 1926     | 81   | Thụy Điển | IKEA                        |
| 8        | Kushal Pal Singh | $30 tỷ                                        | 1931     | 76   | Ấn Độ     | DLF Group                   |
| 9        | Oleg Deripaska   | $28 tỷ                                        | 1968     | 40   | Nga       | Rusal                       |
| 10       | Karl Albrecht    | $27 tỷ                                        | 1920     | 88   | Đức       | Aldi                        |

### Năm 2007
| Thứ hạng | Họ và tên       | Giá trị tài sản (đô la Mỹ) (tháng 3 năm 2007) | Năm sinh | Tuổi | Quốc tịch   | Nguồn thu nhập chính                    |
| -------- | --------------- | --------------------------------------------- | -------- | ---- | ----------- | --------------------------------------- |
| 1        | Bill Gates      | $56 tỷ                                        | 1955     | 51   | Hoa Kỳ      | Microsoft                               |
| 2        | Warren Buffett  | $52 tỷ                                        | 1930     | 76   | Hoa Kỳ      | Berkshire Hathaway                      |
| 3        | Carlos Slim     | $49 tỷ                                        | 1940     | 67   | México      | Telmex, América Móvil, Grupo Carso      |
| 4        | Ingvar Kamprad  | $33 tỷ                                        | 1926     | 80   | Thụy Điển   | IKEA                                    |
| 5        | Lakshmi Mittal  | $32 tỷ                                        | 1950     | 56   | Ấn Độ       | Arcelor Mittal                          |
| 6        | Sheldon Adelson | $26.5 tỷ                                      | 1933     | 73   | Hoa Kỳ      | Las Vegas Sands                         |
| 7        | Bernard Arnault | $26 tỷ                                        | 1949     | 58   | Pháp        | LVMH                                    |
| 8        | Amancio Ortega  | $24 tỷ                                        | 1936     | 71   | Tây Ban Nha | Inditex Group                           |
| 9        | Lý Gia Thành    | $23 tỷ                                        | 1928     | 78   | Hồng Kông   | Cheung Kong Holdings, Hutchison Whampoa |
| 10       | David Thomson   | $22 tỷ                                        | 1957     | 49   | Canada      | Thomson Corporation                     |

### Năm 2006
Tình trạng thị trường bắt đầu xuất hiện giá hàng hóa và tài sản giao dịch đột ngột tăng đột biến, được gọi là bong bóng bất động sản tạo ra tổng số gần 5 nghìn tỷ đô la trong năm 2005, góp phần vào tăng trưởng kinh tế trên toàn thế giới.
| Thứ hạng | Họ và tên           | Giá trị tài sản (đô la Mỹ) (tháng 3 năm 2006) | Năm sinh | Tuổi | Quốc tịch        | Nguồn thu nhập chính               |
| -------- | ------------------- | --------------------------------------------- | -------- | ---- | ---------------- | ---------------------------------- |
| 1        | Bill Gates          | $52 tỷ                                        | 1955     | 50   | Hoa Kỳ           | Microsoft                          |
| 2        | Warren Buffett      | $42 tỷ                                        | 1930     | 75   | Hoa Kỳ           | Berkshire Hathaway                 |
| 3        | Carlos Slim         | $30 tỷ                                        | 1940     | 66   | México           | Telmex                             |
| 4        | Ingvar Kamprad      | $28 tỷ                                        | 1926     | 79   | Thụy Điển        | IKEA                               |
| 5        | Lakshmi Mittal      | $23.5 tỷ                                      | 1950     | 55   | Ấn Độ            | Mittal Steel Company               |
| 6        | Paul Allen          | $22 tỷ                                        | 1953     | 53   | Hoa Kỳ           | Microsoft                          |
| 7        | Bernard Arnault     | $21.5 tỷ                                      | 1949     | 57   | Pháp             | LVMH Moët Hennessy • Louis Vuitton |
| 8        | Al-Waleed bin Talal | $20 tỷ                                        | 1955     | 49   | Ả Rập Xê Út      | Kingdom Holding Company            |
| 9        | Kenneth Thomson     | $19.6 tỷ                                      | 1923     | 82   | Canada           | Thomson Corporation                |
| 10       | Lý Gia Thành        | $18.8 tỷ                                      | 1928     | 77   | Hồng Kông Canada | Cheung Kong, Hutchison Whampoa     |

### Năm 2005
| Thứ hạng | Họ và tên           | Giá trị tài sản (đô la Mỹ) (tháng 3 năm 2005) | Năm sinh | Tuổi | Quốc tịch   | Nguồn thu nhập chính    |
| -------- | ------------------- | --------------------------------------------- | -------- | ---- | ----------- | ----------------------- |
| 1        | Bill Gates          | $46.5 tỷ                                      | 1955     | 49   | Hoa Kỳ      | Microsoft               |
| 2        | Warren Buffett      | $44 tỷ                                        | 1930     | 74   | Hoa Kỳ      | Berkshire Hathaway      |
| 3        | Lakshmi Mittal      | $25 tỷ                                        | 1950     | 54   | Ấn Độ       | Mittal Steel Company    |
| 4        | Carlos Slim         | $23.8 tỷ                                      | 1940     | 65   | México      | Telmex                  |
| 5        | Al-Waleed bin Talal | $23.7 tỷ                                      | 1955     | 49   | Ả Rập Xê Út | Kingdom Holding Company |
| 6        | Ingvar Kamprad      | $23 tỷ                                        | 1926     | 79   | Thụy Điển   | IKEA                    |
| 7        | Paul Allen          | $21 tỷ                                        | 1953     | 52   | Hoa Kỳ      | Microsoft               |
| 8        | Karl Albrecht       | $18.5 tỷ                                      | 1920     | 85   | Đức         | Aldi                    |
| 9        | Larry Ellison       | $18.4 tỷ                                      | 1944     | 60   | Hoa Kỳ      | Oracle Corporation      |
| 10       | S. Robson Walton    | $18.3 tỷ                                      | 1944     | 61   | Hoa Kỳ      | Walmart                 |

### Năm 2004
Những người sáng lập Google, Sergey Brin và Larry Page, trở thành tỷ phú ở tuổi 30.
| Thứ hạng | Họ và tên          | Giá trị tài sản (đô la Mỹ) (tháng 3 năm 2004) | Năm sinh | Tuổi | Quốc tịch   | Nguồn thu nhập chính    |
| -------- | ------------------ | --------------------------------------------- | -------- | ---- | ----------- | ----------------------- |
| 1        | Bill Gates         | $46.6 tỷ                                      | 1955     | 48   | Hoa Kỳ      | Microsoft               |
| 2        | Warren Buffett     | $42.9 tỷ                                      | 1930     | 73   | Hoa Kỳ      | Berkshire Hathaway      |
| 3        | Karl Albrecht      | $23 tỷ                                        | 1920     | 84   | Đức         | Aldi                    |
| 4        | Hoàng tử Al-Waleed | $21.5 tỷ                                      | 1955     | 47   | Ả Rập Xê Út | Kingdom Holding Company |
| 5        | Paul Allen         | $21 tỷ                                        | 1953     | 51   | Hoa Kỳ      | Microsoft               |
| 6        | Alice Walton*      | $20 tỷ                                        | 1949     | 55   | Hoa Kỳ      | Walmart                 |
| 6        | Helen Walton*      | $20 tỷ                                        | 1919     | 84   | Hoa Kỳ      | Walmart                 |
| 6        | Jim Walton*        | $20 tỷ                                        | 1948     | 56   | Hoa Kỳ      | Walmart                 |
| 6        | John Walton*       | $20 tỷ                                        | 1946     | 58   | Hoa Kỳ      | Walmart                 |
| 6        | S. Robson Walton*  | $20 tỷ                                        | 1944     | 60   | Hoa Kỳ      | Walmart                 |

* Mỗi người nắm giữ một phần giá trị tài sản bằng nhau về mặt cơ bản trong Walmart.

### Năm 2003
Oprah Winfrey trở thành nữ tỷ phú người Mỹ gốc Phi đầu tiên.
| Thứ hạng | Họ và tên             | Giá trị tài sản (đô la Mỹ) (tháng 3 năm 2003) | Năm sinh     | Tuổi | Quốc tịch   | Nguồn thu nhập chính    |
| -------- | --------------------- | --------------------------------------------- | ------------ | ---- | ----------- | ----------------------- |
| 1        | Bill Gates            | $40.7 tỷ                                      | 1955         | 47   | Hoa Kỳ      | Microsoft               |
| 2        | Warren Buffett        | $30.5 tỷ                                      | 1930         | 72   | Hoa Kỳ      | Berkshire Hathaway      |
| 3        | Karl và Theo Albrecht | $25.6 tỷ                                      | 1920 và 1922 | 83   | Đức         | Aldi                    |
| 4        | Paul Allen            | $20.1 tỷ                                      | 1953         | 50   | Hoa Kỳ      | Microsoft               |
| 5        | Al-Waleed bin Talal   | $17.7 tỷ                                      | 1955         | 46   | Ả Rập Xê Út | Kingdom Holding Company |
| 6        | Larry Ellison         | $16.6 tỷ                                      | 1944         | 58   | Hoa Kỳ      | Oracle Corporation      |
| 7        | Alice Walton*         | $16.5 tỷ                                      | 1949         | 54   | Hoa Kỳ      | Walmart                 |
| 7        | Helen Walton*         | $16.5 tỷ                                      | 1919         | 83   | Hoa Kỳ      | Walmart                 |
| 7        | Jim Walton*           | $16.5 tỷ                                      | 1948         | 55   | Hoa Kỳ      | Walmart                 |
| 7        | John Walton*          | $16.5 tỷ                                      | 1946         | 57   | Hoa Kỳ      | Walmart                 |
| 7        | S. Robson Walton*     | $16.5 tỷ                                      | 1944         | 59   | Hoa Kỳ      | Walmart                 |

* Mỗi người nắm giữ một phần giá trị tài sản bằng nhau về mặt cơ bản trong Walmart.

### Năm 2002
Như một kết quả của việc sụp đổ thị trường gây ra bởi bong bóng dot-com, 83 tỷ phú đã rơi khỏi danh sách.
| Thứ hạng | Họ và tên             | Giá trị tài sản (đô la Mỹ) (tháng 3 năm 2002) | Năm sinh     | Tuổi | Quốc tịch | Nguồn thu nhập chính |
| -------- | --------------------- | --------------------------------------------- | ------------ | ---- | --------- | -------------------- |
| 1        | Bill Gates            | $52.8 tỷ                                      | 1955         | 46   | Hoa Kỳ    | Microsoft            |
| 2        | Warren Buffett        | $35 tỷ                                        | 1930         | 71   | Hoa Kỳ    | Berkshire Hathaway   |
| 3        | Karl và Theo Albrecht | $26.8 tỷ                                      | 1920 và 1922 | 82   | Đức       | Aldi                 |
| 4        | Paul Allen            | $25.2 tỷ                                      | 1953         | 49   | Hoa Kỳ    | Microsoft            |
| 5        | Larry Ellison         | $23.5 tỷ                                      | 1944         | 57   | Hoa Kỳ    | Oracle Corporation   |
| 6        | Jim Walton*           | $20.8 tỷ                                      | 1948         | 54   | Hoa Kỳ    | Walmart              |
| 7        | John Walton*          | $20.7 tỷ                                      | 1946         | 56   | Hoa Kỳ    | Walmart              |
| 8        | Alice Walton*         | $20.5 tỷ                                      | 1949         | 53   | Hoa Kỳ    | Walmart              |
| 8        | S. Robson Walton*     | $20.5 tỷ                                      | 1944         | 58   | Hoa Kỳ    | Walmart              |
| 8        | Helen Walton*         | $20.5 tỷ                                      | 1919         | 82   | Hoa Kỳ    | Walmart              |

* Mỗi người nắm giữ một phần giá trị tài sản bằng nhau về mặt cơ bản trong Walmart.

### Năm 2001
Năm 2001, người sáng lập BET Robert L. Johnson đã trở thành tỷ phú người Mỹ gốc Phi đầu tiên.
| Thứ hạng | Họ và tên             | Giá trị tài sản (đô la Mỹ) (tháng 3 năm 2001) | Năm sinh     | Tuổi | Quốc tịch   | Nguồn thu nhập chính    |
| -------- | --------------------- | --------------------------------------------- | ------------ | ---- | ----------- | ----------------------- |
| 1        | Bill Gates            | $58.7 tỷ                                      | 1955         | 45   | Hoa Kỳ      | Microsoft               |
| 2        | Warren Buffett        | $32.3 tỷ                                      | 1930         | 70   | Hoa Kỳ      | Berkshire Hathaway      |
| 3        | Paul Allen            | $30.4 tỷ                                      | 1953         | 48   | Hoa Kỳ      | Microsoft               |
| 4        | Larry Ellison         | $26 tỷ                                        | 1944         | 56   | Hoa Kỳ      | Oracle Corporation      |
| 5        | Karl và Theo Albrecht | $25 tỷ                                        | 1920 và 1922 | 81   | Đức         | Aldi                    |
| 6        | Al-Waleed bin Talal   | $20 tỷ                                        | 1955         | 44   | Ả Rập Xê Út | Kingdom Holding Company |
| 7        | Jim Walton*           | $18.8 tỷ                                      | 1948         | 53   | Hoa Kỳ      | Walmart                 |
| 8        | John Walton*          | $18.7 tỷ                                      | 1946         | 55   | Hoa Kỳ      | Walmart                 |
| 9        | S. Robson Walton*     | $18.6 tỷ                                      | 1944         | 57   | Hoa Kỳ      | Walmart                 |
| 10       | Alice Walton*         | $18.5 tỷ                                      | 1949         | 52   | Hoa Kỳ      | Walmart                 |
| 10       | Helen Walton*         | $18.5 tỷ                                      | 1919         | 81   | Hoa Kỳ      | Walmart                 |

* Mỗi người nắm giữ một phần giá trị tài sản bằng nhau về mặt cơ bản trong Walmart. Nếu Sam Walton còn sống vào năm 2001, ông sẽ là người giàu nhất thế giới.

### Năm 2000
Gates trở thành người Mỹ đầu tiên giành được vị trí hàng đầu trong số các tỷ phú thế giới năm 1995 với giá trị ròng là 12,5 tỷ USD và ông vẫn ở đó trong suốt thời gian của bong bóng dot-com xảy ra. Năm 1999 khi tài sản của Gates đạt tới 90 tỷ đô la. Sau khi bong bóng dot-com bắt đầu sụp đổ vào năm 2000, tài sản của ông đã giảm xuống còn 60 tỷ đô la mặc dù vậy ông vẫn đứng đầu danh sách.
| Thứ hạng | Họ và tên             | Giá trị tài sản (đô la Mỹ) (tháng 3 năm 2000) | Năm sinh     | Tuổi | Quốc tịch   | Nguồn thu nhập chính              |
| -------- | --------------------- | --------------------------------------------- | ------------ | ---- | ----------- | --------------------------------- |
| 1        | Bill Gates            | $60 tỷ                                        | 1955         | 44   | Hoa Kỳ      | Microsoft                         |
| 2        | Larry Ellison         | $47 tỷ                                        | 1944         | 55   | Hoa Kỳ      | Oracle Corporation                |
| 3        | Paul Allen            | $28 tỷ                                        | 1953         | 47   | Hoa Kỳ      | Microsoft                         |
| 4        | Warren Buffett        | $25.6 tỷ                                      | 1930         | 69   | Hoa Kỳ      | Berkshire Hathaway                |
| 5        | Karl và Theo Albrecht | $20 tỷ                                        | 1920 và 1922 | 80   | Đức         | Aldi                              |
| 6        | Al-Waleed bin Talal   | $20 tỷ                                        | 1955         | 43   | Ả Rập Xê Út | Kingdom Holding Company           |
| 7        | S. Robson Walton      | $20 tỷ                                        | 1944         | 57   | Hoa Kỳ      | Walmart                           |
| 8        | Masayoshi Son         | $19.4 tỷ                                      | 1957         | 43   | Nhật Bản    | Softbank Capital, SoftBank Mobile |
| 9        | Michael Dell          | $19.1 tỷ                                      | 1965         | 35   | Hoa Kỳ      | Dell                              |
| 10       | Kenneth Thomson       | $16.1 tỷ                                      | 1923         | 77   | Canada      | Thomson Corporation               |

## Số liệu thống kê
Các bong bóng dot-com tạo ra sự giàu có cho một số tỷ phú. Tuy nhiên, một khi bong bóng dotcom bùng nổ người giàu mới thấy vận mệnh của họ biến mất. Tài sản của các tỷ phú bị ảnh hưởng nặng nề hơn bởi cuộc khủng hoảng tài chính toàn cầu; Năm 2009 là lần đầu tiên trong 5 năm mà thế giới đã mất một số lượng tỷ phú. Hiệu suất mạnh mẽ của thị trường tài chính và phục hồi kinh tế toàn cầu đã xóa đi những tổn thất tài sản. Hầu hết những người giàu nhất trên thế giới đã thấy vận mệnh của họ tăng cao trong những tháng đầu năm 2010.
| Năm  | Số tỷ phú | Tổng giá trị tài sản của các tỷ phú |
| ---- | --------- | ----------------------------------- |
| 2018 | 2,208     | $9.1 nghìn tỷ                       |
| 2017 | 2,043     | $7.7 nghìn tỷ                       |
| 2016 | 1,810     | $6.5 nghìn tỷ                       |
| 2015 | 1,826     | $7.1 nghìn tỷ                       |
| 2014 | 1,645     | $6.4 nghìn tỷ                       |
| 2013 | 1,426     | $5.4 nghìn tỷ                       |
| 2012 | 1,226     | $4.6 nghìn tỷ                       |
| 2011 | 1,210     | $4.5 nghìn tỷ                       |
| 2010 | 1,011     | $3.6 nghìn tỷ                       |
| 2009 | 793       | $2.4 nghìn tỷ                       |
| 2008 | 1,125     | $4.4 nghìn tỷ                       |
| 2007 | 946       | $3.5 nghìn tỷ                       |
| 2006 | 793       | $2.6 nghìn tỷ                       |
| 2005 | 691       | $2.2 nghìn tỷ                       |
| 2004 | 587       | $1.9 nghìn tỷ                       |
| 2003 | 476       | $1.4 nghìn tỷ                       |
| 2002 | 497       | $1.5 nghìn tỷ                       |
| 2001 | 538       | $1.8 nghìn tỷ                       |
| 2000 | 470       | $898 nghìn tỷ                       |

Nguồn: Forbes Magazine.

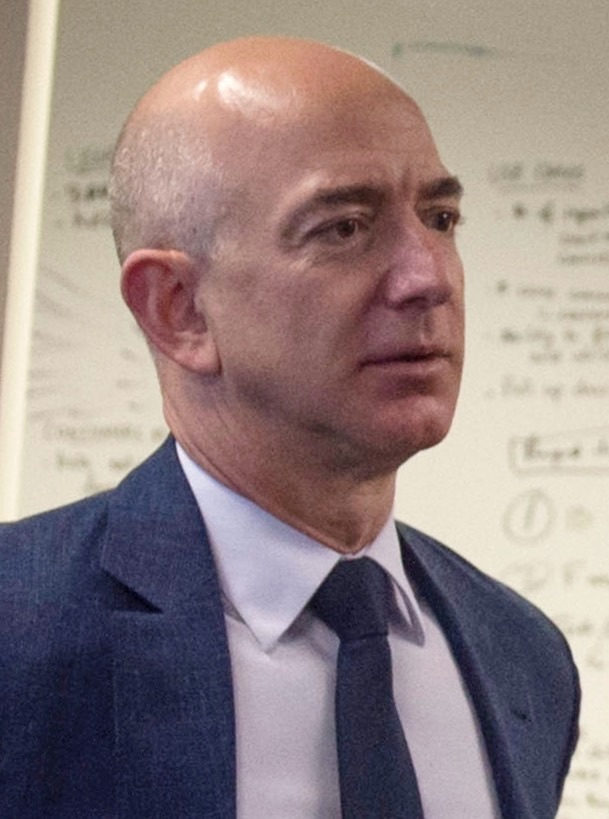
Jeff Bezos năm 2016
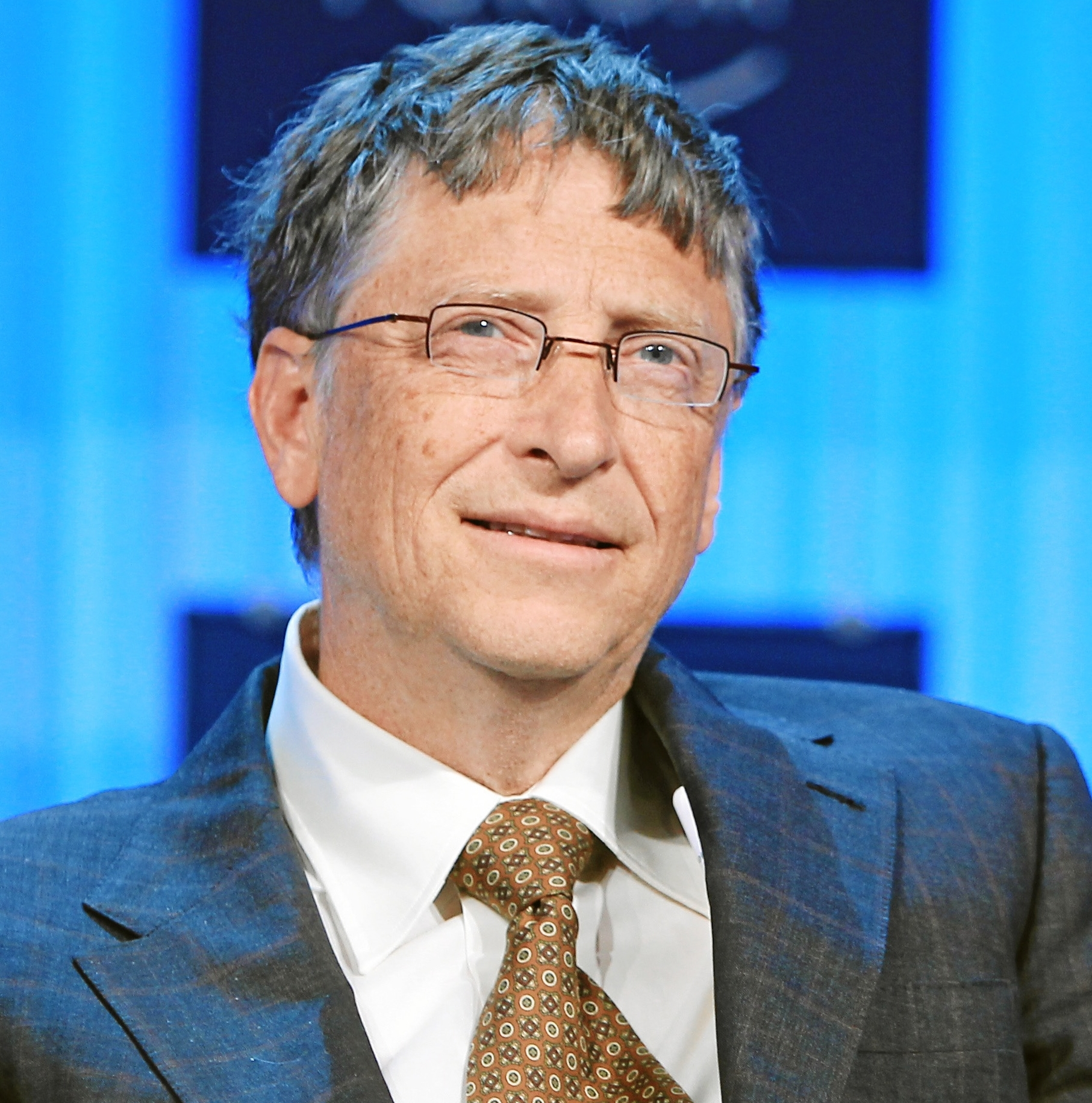
Bill Gates năm 2012
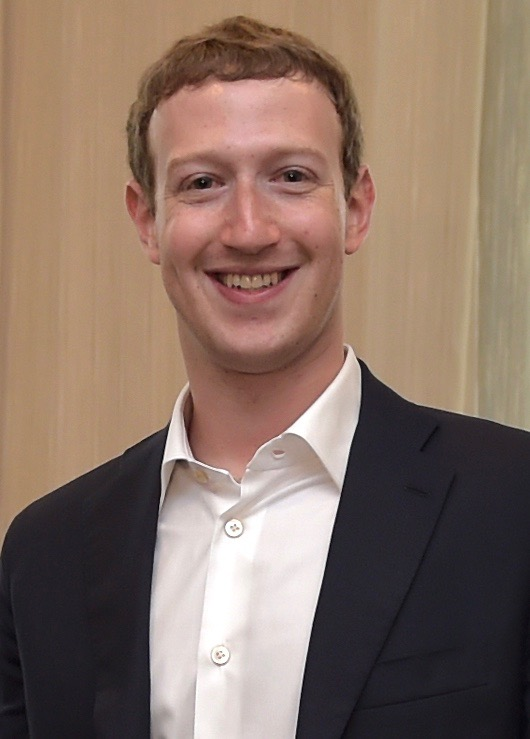
Mark Zuckerberg năm 2014
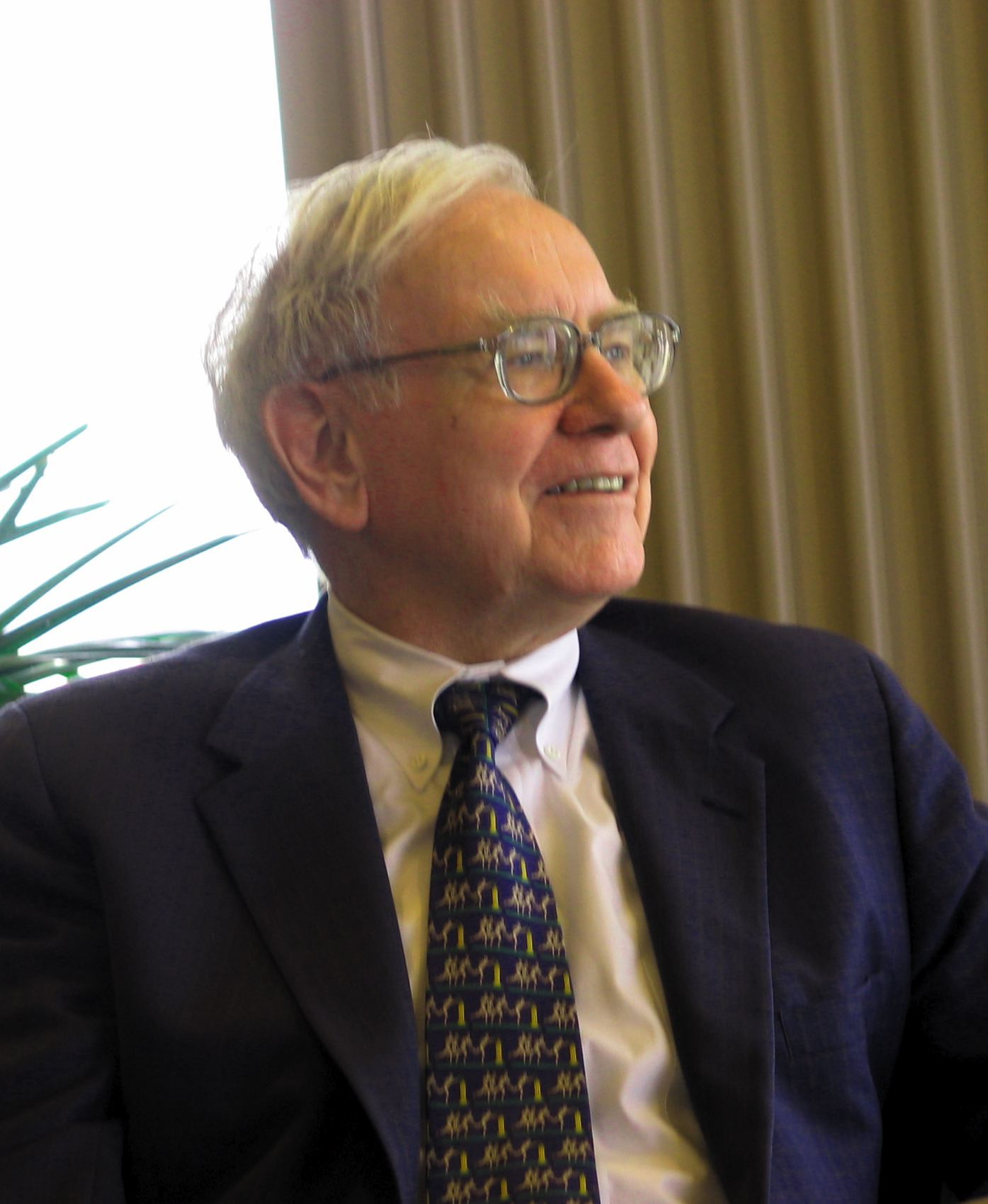
Warren Buffett năm 2005
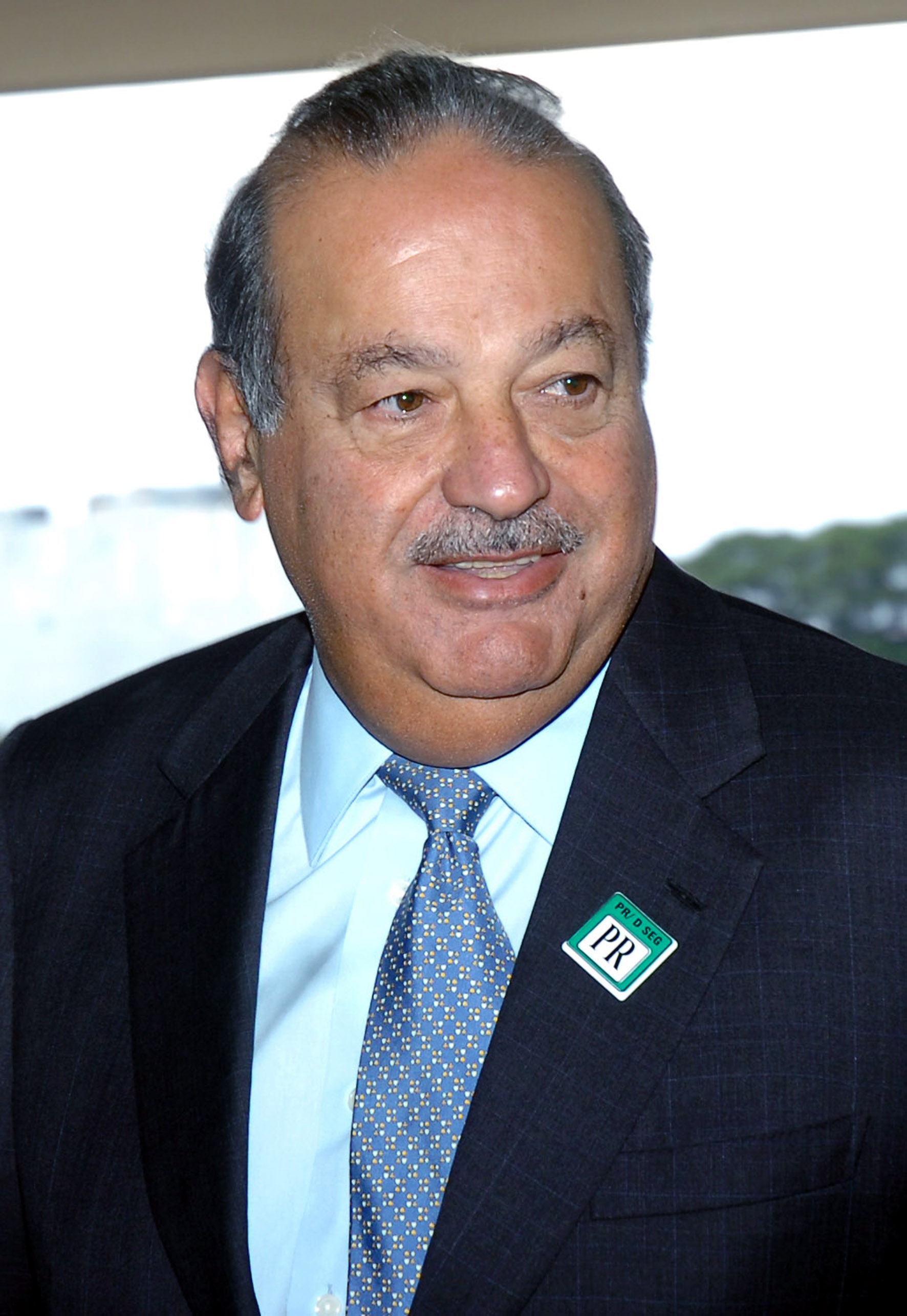
Carlos Slim Helú năm 2007
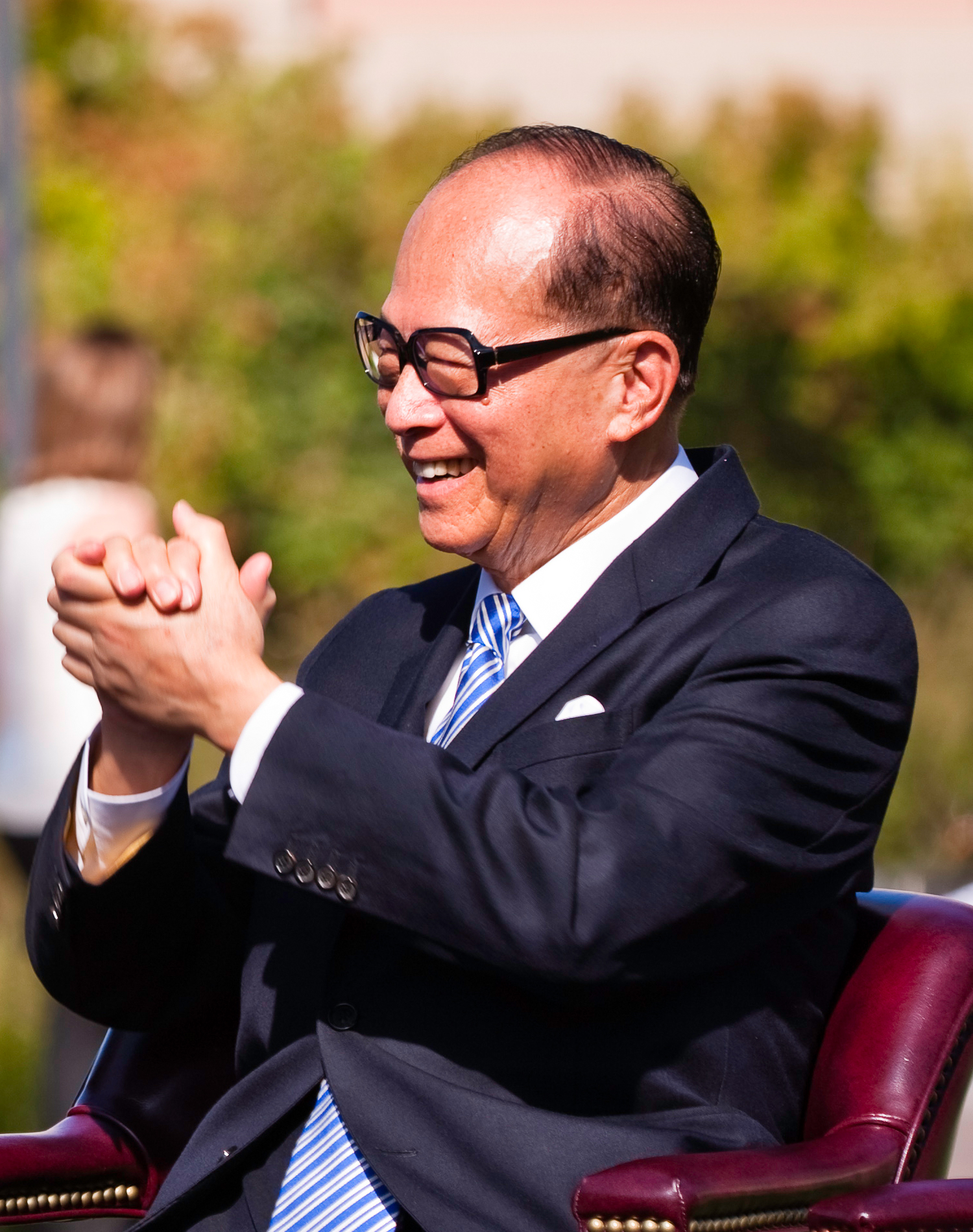
Lý Gia Thành năm 2010
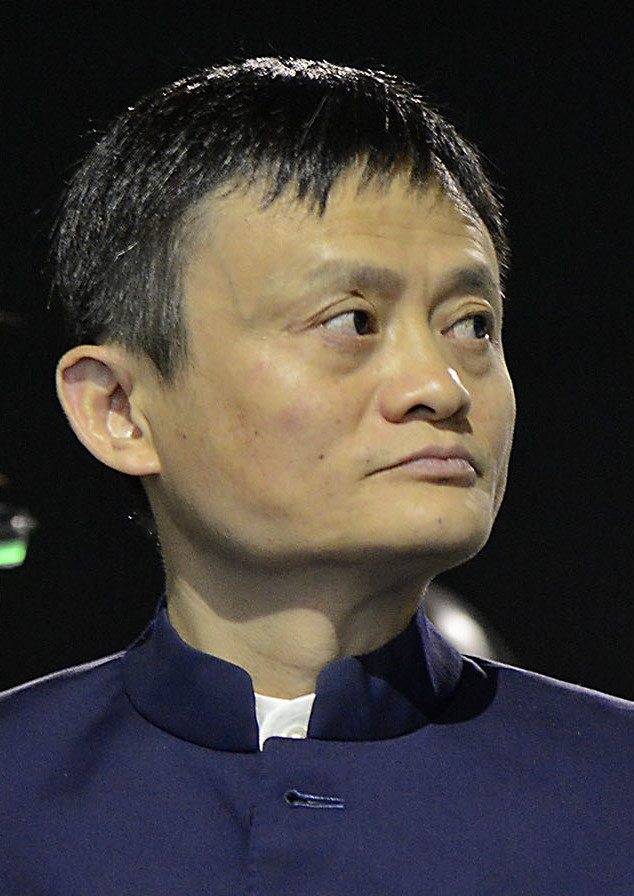
Mã Vân (Jack Ma) năm 2015
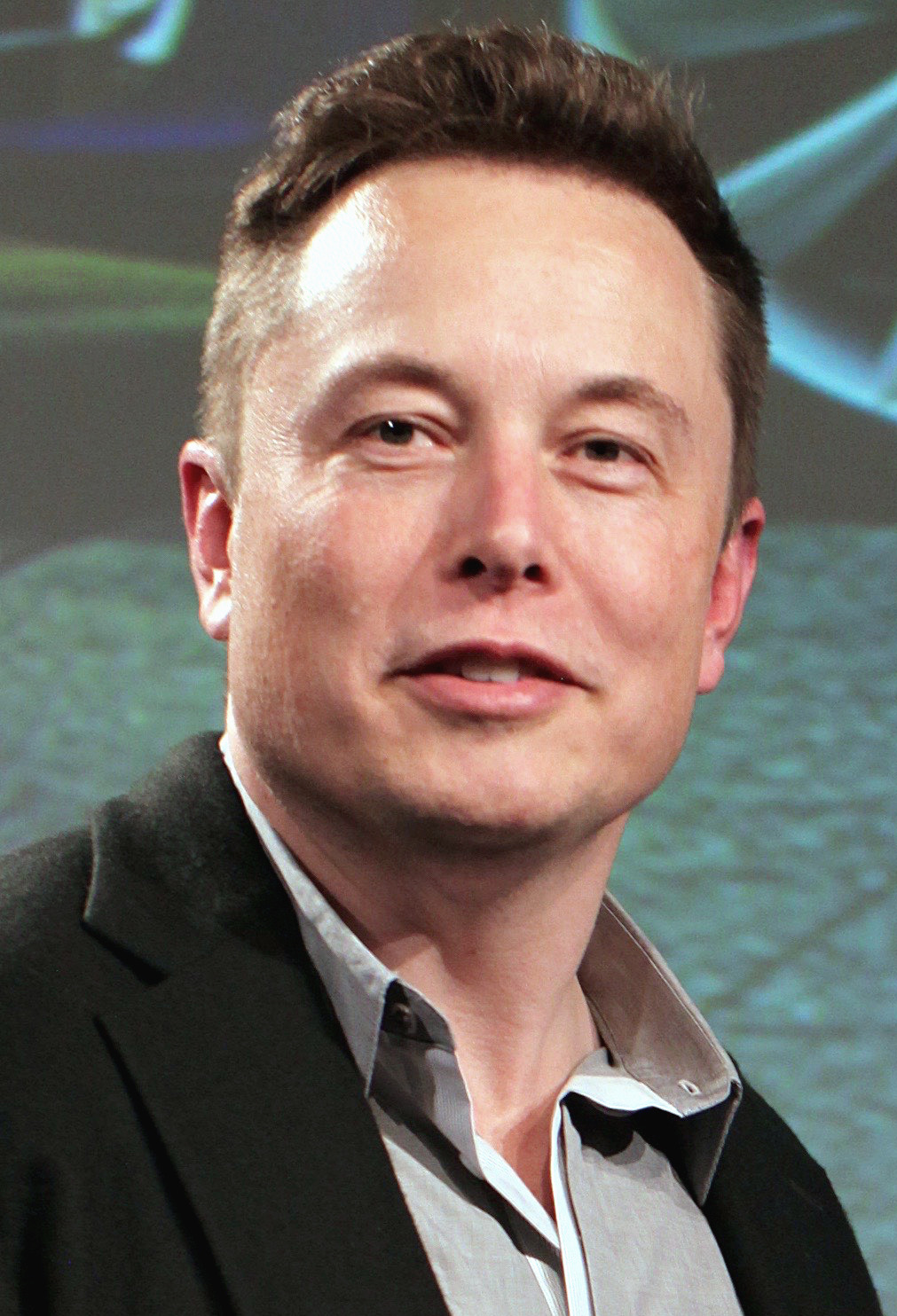
Elon Musk năm 2015